# Flotzheim
Flotzheim is een plaats in de Duitse gemeente Monheim, deelstaat Beieren, en telt 362 inwoners (2006).